# Hassan Shamaizadeh
Hassan Shamaizadeh (en persan: حسن شماعی‌زاده) est chanteur, auteur des chansons, compositeur, promoteur musical, saxophoniste et guitariste iranien. Il est connu pour ses compositions. Au cours des trois dernières décennies, il a composé des chansons pour des artistes comme  Gougoush, Dariush, Aref, Ebi, Farhad Mehrad, Mahasti, Moein, Leila Forouhar, Susan Roshan et beaucoup d'autres. Il a composé plus de 600 chansons.
À l'âge de 13 ans, Shamaizadeh jouait déjà dans un orchestre de théâtre à Isfahan. Il a ensuite joué dans les programmes de la Radio et la Télévision de Téhéran.
Il a continué à battre le record avec des artistes comme "Aghaaghi" dès 1976. Il a été choisi comme le plus populaire artiste masculin en 1976 par des lecteurs du magazine "Zan-e Rooz".

## Discographie
- 1973 - Mordaab («Maarsh»)
- 1973 - Safar («Voyage»)
- 1974 - Ojaagh («Four»)
- 1974 - Esm-eh Tow («Ton nom»)
- 1975 - Deh («Village»)
- 1976 - bad az tow («Après toi»)
- 1976 - Aghaaghi («Tu es un bijou»)
- 1977 - Bumi
- 1977 - Talaaye Kaaghazi (Avec Paajuki)
- 1978 - Mehmuni («Party»)
- 1980 - Avaz-e Parvaaz («Chant de vol»)
- 1981 - Gol Aftab Gardoon
- 1982 - Golhayeh Khis
- 1984 - Bishtar Bishtar
- 1985 - Kamtar Kamtar («De moins en moins»)
- 1985 - Kooch (Avec Homeyra)
- 1986 - Dokhtar-e Mardom
- 1987 - Ghasalak
- 1988 - Hafteb Shab
- 1988 - Zende Va Eshgh
- 1990 - Gol: Yadeh1, Yadeh2
- 1991 - Saateh Haft-e Shab
- 1992 - Atish Rooyeh Khakestar
- 1993 - Ye Dokhtar Daram Shah Nadareh
- 1994 - Bolooreh Mahtab
- 1996 - Akhareen Savaar («Dernier cavalier»)
- 1997 - Parvaz-o Eshgh
- 1998 - Parastesh («Adoration»)
- 2001 - Morvarid («Perle»)
- 2002 - Dooshizeh Khaanum
- 2006 - Singer not the Song